# Lilla Mörtevattnet
Lilla Mörtevattnet är en sjö i Lilla Edets kommun i Bohuslän och ingår i Bäveåns huvudavrinningsområde.